# Clément Duval
Clément Duval (1850 – New York, 29 marzo 1935) è stato un anarchico e rivoluzionario francese.

## Biografia
Clemente Duval nacque nel 1850. A diciott'anni si accompagnava con una ragazza di "buona famiglia" da cui ebbe un figlio, poco dopo però dovette partecipare alla guerra Franco-Prussiana, ferito e malridotto venne mandato in convalescenza nel giugno 1871. Tornato a Parigi trovò i genitori in condizioni deplorevoli, per fortuna la compagna e il figlio di 26 mesi erano sfuggiti all'assedio grazie a un compagno.
Reintegrato dopo poche settimane, non fu congedato che nel 1873, dopo numerose traversie affettive si ritrovò con la compagna, ma poco dopo ricominciarono i suoi problemi di salute che lo portarono per sette mesi in ospedale per reumatismi contratti durante la guerra. In seguito alle privazioni e alla disoccupazione, che aveva ridotto sul lastrico la sua famiglia, rubò alla cassa della stazione ferroviaria del Bois de Boulogne e venne catturato e condannato a un anno di reclusione, quando uscì però non trovò più la compagna che era tornata con il figlio dai genitori e di lui non voleva più sapere.
Verso la fine del 1880 quando s'era oramai accostato alle idee anarchiche e lavorava nelle officine Choubersky (stufe portatili)la sua attività politica lo aveva messo in contatto con una giovane operaia con la quale si accompagnò; nel settembre mentre la ragazza era a fare la vendemmia dai suoi Duval si trovò di nuovo preda di reumatismi paralizzanti e per circa 13 mesi peregrinò da un ospedale all'altro senza poter lavorare.
Poco dopo si accostò allora al gruppo "La Panthère des Batignolles" con cui iniziò i famosi "dèmènagement à la cloche de bois" e dopo la grande manifestazione del 1º marzo 1883 in cui Luisa Michel ed Emile Pouget preconizzarono la immediata espropriazione dei capitalisti, ancor più aumentò il suo impegno politico a detrimento del suo ménage familiare, ecco il testo di uno dei dodici manifesti che stampò e affisse alle porte di dodici fabbriche della "banlieu":
-A voi borghesi ventruti e soddisfatti a voi gaudenti sfrontati che guazzate nell'orgia condannando alla fame e alla schiavitù i lavoratori pazienti e rassegnati;

-A voi! Hanno levato la fronte gli schiavi e, coscienti della loro forza, fieri della dignità riconquistata vogliono, la loro libertà, tutta la loro libertà;

Ma la libertà degli umili e il vostro benessere si negano e si eliminano reciprocamente;
Perché gli umili conquistino la lor indipendenza, voi dalla terra e dalla vita dovete essere posti al bando; e poiché ogni mezzo a voi è lecito, noi marceremo sulle vostre orme, dando le vostre fabbriche, le vostre proprietà, le vostre case alle fiamme;

Al rogo gli sfruttatori svergognati! al rogo i pretoriani dell'ordine! La stessa fiamma li avvolga, la stessa cenere li seppellisca, sì che il tanfo delle loro carogne non avveleni la società nuova dell'uguaglianza, della giustizia, dell'umanità;

Da ciascuno secondo le sue forze, a ciascuno secondo i suoi bisogni;
Viva la rivoluzione sociale!»
Non fu minaccia vana, bruciò una fabbrica di pianoforti, poi i depositi della Compagnia degli Omnibus Bastille-St. Ouen, poi un'officina di ebanisteria dei Rotschild, e numerosi altri furono gli incendi che seguirono. Numerose altre furono le azioni a cui partecipò, di massa o di gruppo, fino a che, dopo un furto con incendio a casa di una milionaria, in quel momento in vacanza, la polizia venne a braccarlo a casa. Il momento dell'arresto fu concitato, il brigadiere Rossignol intimò "in nome della legge ti arresto" la pronta risposta di Duval fu "in nome della libertà io ti sopprimo" per poi accoltellarlo.
Al processo svoltosi nel Febbraio 1887 fu difeso dall'avvocato Labori (che successivamente avrebbe partecipato come difensore al processo Dreyfus) e fu accusato di incendio doloso, furto qualificato e mancato assassinio. La dichiarazione di Duval al processo fu:
"Ah, se recuperassi la libertà, vi farei saltare tutti in aria. Per farvi saltare in aria era destinato quel denaro"
Le parole dell'anarchico infiammarono il pubblico che inneggia alla rivoluzione sociale e all'anarchia tanto che il giudice fa allontanare il Duval, a questo punto il pubblico invade il pretorio e infuria una battaglia fino a che interviene baionette in canna un distaccamento di soldati ed il pubblico arrestato.
La sentenza è alla fine di condanna a morte per incendio doloso, furto qualificato, percosse e ferite in danno di Rossignol. Il 29 febbraio 1887 il Presidente della Repubblica commutava la pena di morte in quella di deportazione a perpetuità e il 25 marzo seguente Clement Duval partì da Tolone per la Guyana.
Le “Memorie Autobiografiche” di Clemente Duval sono una testimonianza del sentire di un popolo che reduce dalla Comune di Parigi si trovò esposto ai cambiamenti che l'avvento aggressivo del capitalismo industriale imponevano alla società, interessanti sono anche le sue opinioni etiche in campo sessuale e non solo. Antesignano di "Papillon" fece decine di tentativi di evasione prima di riconquistare la libertà definitivamente con una fuga nel 1901.